# Blanchetiodendron
Blanchetiodendron là một chi thực vật có hoa trong họ Đậu.